# Chasing Mavericks - Sulla cresta dell'onda
Chasing Mavericks - Sulla cresta dell'onda (Chasing Mavericks) è un film del 2012 co-diretto da Curtis Hanson e Michael Apted, incentrato sulla storia vera del surfista Jay Moriarity (1978-2001).

## Trama
Nel 1987, un bambino di 8 anni a Santa Cruz, in California, di nome Jay Moriarity , viene salvato dall'annegamento dal suo vicino di casa, il surfista Frosty Hesson; questo accende la sua passione per lo sport. Una mattina, Jay, che ora ha 15 anni, vede Frosty partire presto e chiede un passaggio sul suo furgone. Vede il vicino e tre dei suoi amici cavalcare un gigantesco moto ondoso noto come Mavericks che, con l'arrivo di El Niño, raggiungerà il suo apice fra tre mesi.
Con riluttanza, Frosty accetta di insegnare a Jay come fare surf su Mavericks, ma insiste affinché venga a conoscenza dei «pilastri fondamentali del surf»; ciò comporta imparare a fare paddle board per 36 miglia attraverso la baia di Monterey, calpestare l'acqua per quaranta minuti e riuscire a trattenere il respiro per quattro minuti. Durante l'allenamento, Frosty incoraggia Jay a scrivere saggi per concentrarsi sul compito. Il suo primo saggio parla di Kim, la sua cotta, il cui cane ha salvato quando aveva 8 anni, cosa che lo ha fatto quasi annegare. Jay si avvicina a lei mentre si allena, parzialmente incoraggiato dalla moglie di Frosty, Brenda. Poche settimane prima che la più grande ondata della stagione colpisca Mavericks, la donna ha un ictus e muore.
Pochi giorni dopo, 
sconvolto dalla morte di Brenda, Frosty rema nella baia; Jay lo segue e, usando la conoscenza del suo addestramento, riporta l'uomo a riva. Egli si rende conto che il bambino è pronto a cavalcare Mavericks, lo conduce da quest'ultimo a Half Moon Bay e guarda con i suoi tre amici mentre Jay calpesta l'acqua contro corrente: il gruppo concorda sul fatto che quest'ultimo è pronto a viaggiare con loro. In occasione del suo sedicesimo compleanno, il 15 giugno 1994, sua madre gli regala una radio per ascoltare le trasmissioni meteorologiche e seguire le onde; frosty gli dona un "big wave gun" su misura, ossia una lunga tavola da surf progettata appositamente per cavalcare grandi onde. Kim rivela i suoi sentimenti e condividono un bacio.
Frosty voleva mantenere segreto Mavericks, ma il taccuino di Jay che aveva usato per la preparazione finisce nelle mani del suo rivale Sonny. Quando i due vanno a Half Moon Bay, c'è una grande folla e barche che portano fuori i surfisti. Molti dei nuovi arrivati spazzano via prima di arrivare a navigare su Mavericks. Jay all'inizio spazza via, ma poi recupera la sua tavola e cavalca con successo Mavericks. Un intertitolo rivela che ha sposato Kim ed è morto all'età di 22 anni durante le immersioni in apnea alle Maldive. Il film si conclude con Frosty, Kim e un gruppo di altri che tengono un servizio commemorativo di surfisti per Jay.

## Produzione
Con un budget di 20 milioni di dollari, le riprese del film hanno avuto luogo dal 10 ottobre al 19 dicembre 2011 in California, tra Santa Cruz e San Mateo. Verso la fine delle riprese, Gerard Butler è stato brevemente ricoverato in ospedale, a causa di un infortunio dopo essere stato investito da una grande onda durante le riprese di una scena.

## Distribuzione
Il film è stato distribuito nelle sale cinematografiche statunitensi il 26 ottobre 2012; in Italia la pellicola è arrivata direttamente su Rai 3, durante la prima serata del 13 luglio 2019.